# Sikhye
Sikhye (também escrito shikhye ou shikeh; às vezes também chamado de dansul ou gamju) é uma bebida doce tradicional coreana feita de arroz e normalmente servida como sobremesa.
Além de seus ingredientes líquidos, sikhye contém grãos de arroz cozido e, em alguns casos, pinhões.

## Preparações
Sikhye é feito despejando água de malte sobre arroz cozido. A água de malte fica a aproximadamente 60 °C, até que os grãos de arroz fiquem na superfície. O líquido é, então, cuidadosamente peneirado e fervido até que fique doce o suficiente (nenhum tipo de açúcar ou adoçante é adicionado à bebida).
Na Coreia do Sul e em mercearias coreanas no exterior, o sikhye é encontrado em versões industrializadas, em latas ou garrafas de plástico. Uma das maiores produtoras sul-coreanas de sikhye é Busan. A maior parte dos sikhye enlatados possuem um resíduo de arroz cozido na parte inferior. O sikhye caseiro é muitas vezes servido após uma refeição, como sobremesa, em restaurantes coreanos.

## Variações regionais

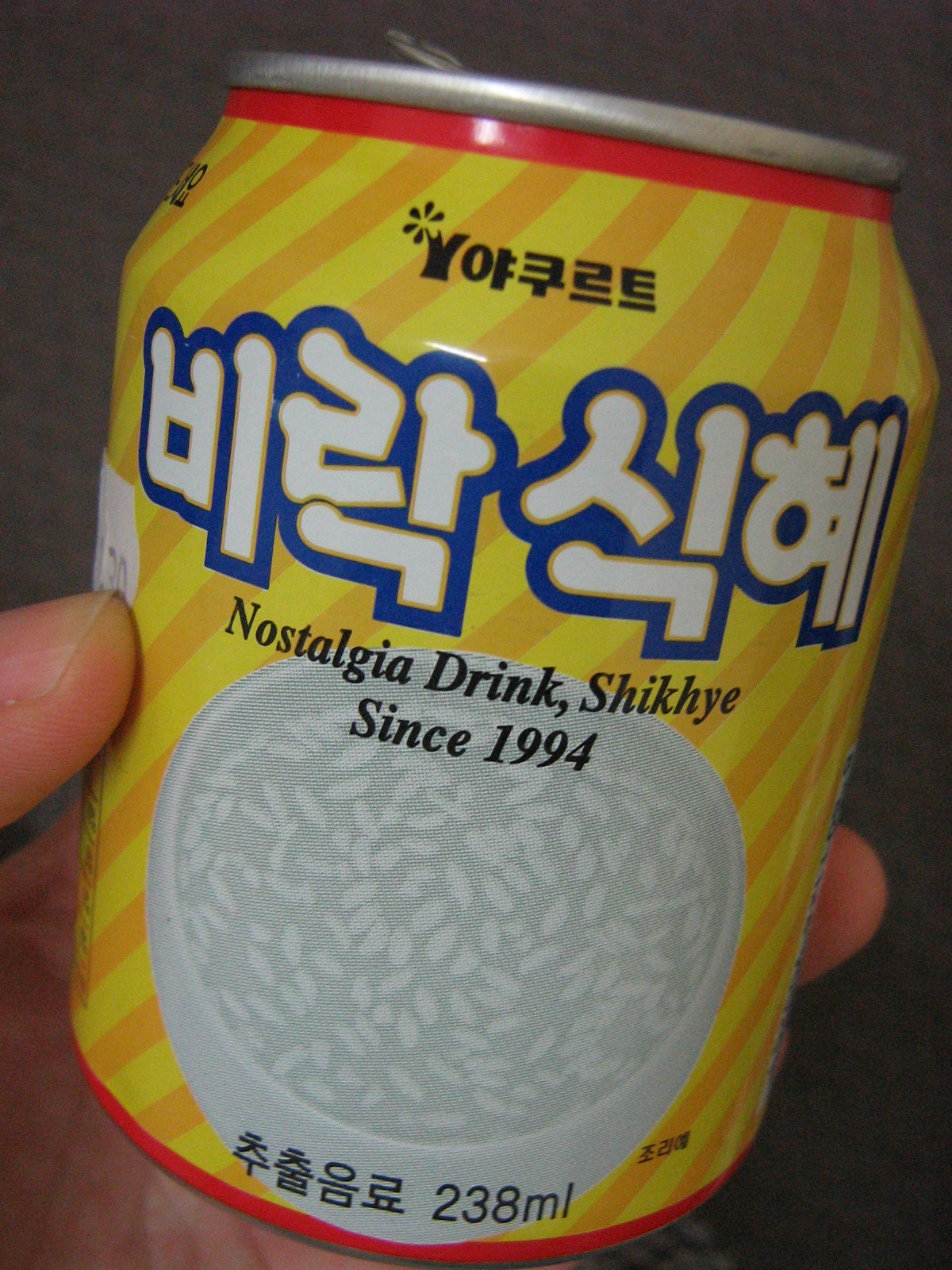
Uma lata de sikhye produzido pela Korea Yakult.

Existem diversas variações regionais do sikhye. Estes incluem o sikhye de Andong, e yeonyeop ou yeonyeopju, uma variedade de sikhye feita na província de Gangwon. O sikhye de Andong diferencia-se do sikhye normal porque inclui rabanetes, cenouras e pimenta vermelha em pó. Além disso, é fermentado por vários dias, em vez de ser cozido como o sikhye normal. A textura crocante do rabanete se mantém, apesar do longo processo de fermentação; uma textura macia no vegetal indica um produto de qualidade inferior. Enquanto o sikhye enlatado doce ou o servido em restaurantes é apreciado como uma bebida de sobremesa, o de Andong é apreciado como um digestivo, por conter lactobacilos.

## Nomes
Sikhye também é conhecido pelos nomes dansul (단술) e gamju (감주; 甘酒). Ambos os nomes significam "vinho doce". No entanto, eles também são usados para se referir a uma bebida diferente, levemente alcoólica de arroz, chamada gamju.

### Sikhyede abóbora
Sikhye de abóbora é um caldo fervido com abóbora, arroz e malte. Ele é fermentado por vários dias em temperatura adequada. Açúcar é adicionado para que se tenha um gosto doce.

### Sikhyede Andong
É o sikhye nativo de Andong, Coreia do Sul. Ele é um pouco diferente dos outros sikhye; tem uma cor levemente vermelha, devido à pimenta adicionada.

## Efeitos
Acredita-se que o sikhye ajuda na digestão, pois contém fibra alimentar e antioxidantes. Ele era regularmente servido à família real após as refeições para ajudar na digestão.
O sikhye também é útil para aliviar o mal-estar após a ingestão de bebida alcoólica.